# Station Saint-Brice-sur-Vienne
Station Saint-Brice-sur-Vienne is een spoorweghalte in de Franse gemeente Saint-Brice-sur-Vienne. Het is gelegen op een hoogte van 176 m op de lijn Limoges-Bénédictins - Angoulême en wordt bediend door de treinen van TER Nouvelle-Aquitaine. 